# Kościół Zbawiciela przy ulicy Borowskiej we Wrocławiu
Kościół Zbawiciela (niem. Salvatorkirche) – kościół ewangelicki, który znajdował się we Wrocławiu, w okolicy skrzyżowania ulic Borowskiej i Dyrekcyjnej. W 2. połowie XIX wieku była to najokazalsza budowla sakralna we Wrocławiu obok kościoła św. Michała i synagogi Na Wygonie. 

## Pierwsze projekty

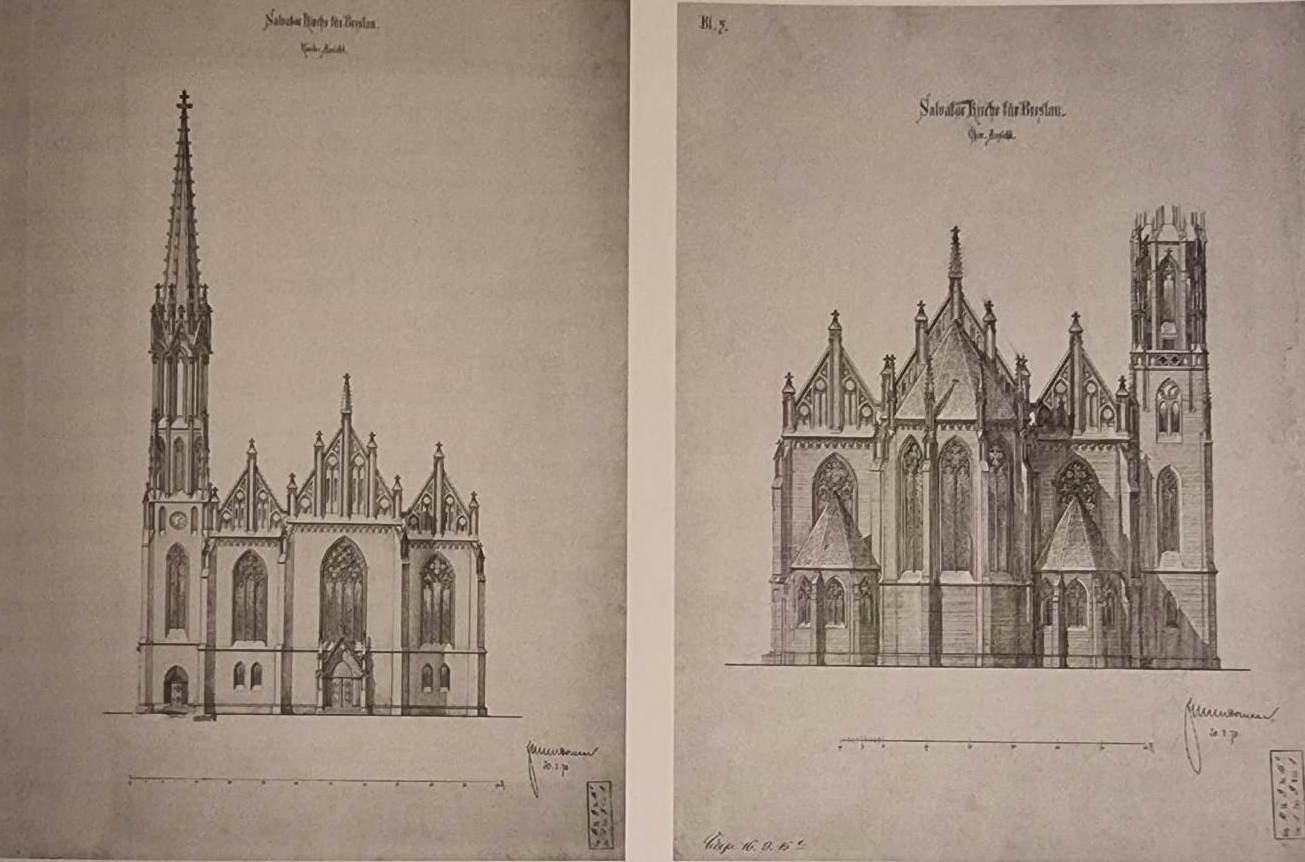
Zatwierdzone ale niezrealizowane projekty kościoła umieszczonego na placu Czystym z 20 lutego 1870 roku; po lewej elewacja zachodnia, po prawej elewacja wschodnia

W 1854 roku, 12 listopada, spłonął szachulcowy kościół pod tym samym wezwaniem znajdujący się na ówczesnym Salvatorplatz (obecnie pl. Czysty we Wrocławiu). Parafianie chcieli koniecznie odbudować swoją świątynię. Pierwszy projekt nowego kościoła sporządził w 1856 roku Julius von Roux, miejski radca budowlany wraz z Ernstem Uberem. Według innych źródeł Roux przygotował dwie wersje projektu różniące się od siebie stylistycznie - pierwszy był utrzymany w stylu neogotyckim, drugi w stylu tzw. arkadowym (Rundbogenstilu). Obie te wersje zakładały trzynawową halę z emporami, poprzedzoną masywnym zespołem zachodnim z klatkami schodowymi i wieżą w osi. We wschodniej części znajdowały się dwa dwukrotnie wyniesione przęsła: prostokątnego z amboną przy łuku tęczowym i wyższej wielokątnej apsydy a ołtarzem w formie krucyfiksu. Wnętrze kościoła w pierwszej wersji neogotyckiej posiadało palmowe sklepienie ozdobione płaskim maswerkiem, spoczywające na żeliwnych kolumnach. W drugiej wersji przewidziano zastosowanie drewnianych słupów do podziału wnętrza i podtrzymywania drewnianych łuków i arkad ozdobionych snycerskimi ornamentami.  
Z powodu usterek technicznych, braku regulacji prawnych dotyczących parafii, patronatu i braku finansowania budowy, projekt zarzucono. W 1865 roku wszystkie braki formalne zostały rozwiązane i podpisano umowę pomiędzy magistratem a gminnymi parafiami. Jednym z najważniejszych ustaleń była wielkość kościoła, który miał pomieścić 3 tysiące wiernych (2 tysiące na miejscach siedzących i tysiąc stojących). Z powodu wojny prusko-austriackiej do realizacji umowy przystąpiono dopiero w 1867 roku. Zakupiono wówczas pod budowę przyszłego kościoła teren przy Kürassier-Reitplatz (obecnie pl. Muzealny). 
W tym samym roku niemiecki architekt Carl Zimmermann, sporządził pierwszy projekt nowej świątyni, spełniający wymogi dotyczące wielkości budynku. Zaprojektował kościół tak, by spełniał wymogi liturgii protestanckiej, rezygnując m.in. z gotyckiego trój- lub pięcionawowego założenia dobrego dla odprawiania mszy katolickich. Stworzył projekt na planie krzyża greckiego, z kopułą na tamburze znajdującą się na skrzyżowaniu naw i z wejściem głównym od strony obecnej ul. Piłsudskiego. Świątynia miała być utrzymana bardziej w romańskim stylu i mieć 179 stóp długości, 167 szerokości i 174 wysokości w świetle, a jej najwyższy punkt zewnętrzny miał leżeć na wysokości 270 stóp. Całość realizacji miała kosztować 500-600 tysięcy talarów. Projekt ze względu na zbyt wysoki koszt został odrzucony. 
Na początku roku 1868 Zimmermann przedstawił cztery kolejne projekty, wzorowane tym razem na styl gotycki. Każdy z nich był uboższą wersją poprzedniego, ograniczającego formę, detal i wielkość świątyni. Co najważniejsze, koszt realizacji każdego kolejnego projektu była coraz niższy, i tak drugi projekt miał kosztować 290 tys. talarów, trzeci 210 tys., czwarty 176 tys. i wreszcie piąty 148 tys. talarów. Opiniowanie wszystkich przedstawionych projektów miało miejsce w 1869 roku, ale żaden z nich nie został zaakceptowany, a uchwałą radnych zobowiązano przyszły projekt by koszt jego realizacji nie przekraczał 100 tys. talarów.

## Ostateczny projekt
20 lutego 1870 roku Zimmermann sporządził kolejny projekt opierając się na gotyckich formach. Budynek miał być trójnawowy, pięcioprzęsłowy, z jednoprzęsłowym wschodnim prezbiterium zakończonym absydą, dostawioną do jego boku kaplicą i zakrystią oraz wieżą boczną ustawioną przy piątym przęśle nawy północnej. Świątynia miała formę pseudohali z przedłużoną nawą środkową, podniesioną w stosunku do naw bocznych. Każda nawa pokryta była osobnym dachem. Główne wejście znajdowało się w środkowej osi elewacji zachodniej; miało formę ostrołukowego rozglifionego portalu z tympanonem ujętym filarami zakończonymi fialami i zwieńczonym wimpergą. Dla świątyni zaprojektowano ponadto dwa dodatkowe wejścia znajdujące się przy trzecim przęśle każdej z naw bocznych. Zaprojektowane empory miały być dostępne z wieży oraz z dwóch osobnych klatek schodowych umieszczonych w części zachodniej nawy głównej. Bryła kościoła była silnie rozczłonkowana, nawy miały podobne wysokości, a w ścianach umieszczono wysokie ostrołukowe okna maswerkowe. Płaszczyzny ścian świątyni udekorowano maswerkowymi szczytami i licznymi sterczynami oraz umieszczono okalający fryz podokapowy. Nad korpusem wznosiła się ażurowa wieża dzwonnicy pokryta ośmiobocznym zwieńczeniem, bogato dekorowanym maswerkami, wimpergami, pinaklami oraz wysokim hełmem z kwiatonem. Wieża miała być dwukrotnie wyższa od nawy głównej. Wnętrze kościoła pokryte było drewnianym stropem wspartym na smukłych żeliwnych kolumnach: wyjątek stanowiła część prezbiterium i kaplicy, gdzie zaprojektowano sklepienie krzyżowe. Nawy boczne miały lekkie drewniane empory, a w zachodniej części nawy środkowej umieszczono emporę organową. W oknach prezbiterium planowano zainstalować witraże przedstawiające Chrystusa Zbawiciela i czterech ewangelistów.
Koszt prac został wyceniony na 119 650 talarów. Przedłożony projekt został zaakceptowany.              

## Realizacja projektu
Po akceptacji projektu przez władze duchowe i państwowe, dwa miesiące później pojawiły się dwie propozycje zmiany położenia nowego kościoła. Pierwsza wspominała o miejscu położonym między ulicą Powstańców Śląskich i okolicą dzisiejszych ulic Wincentego Stysia i Gajowickiej. Ta oferta została odrzucona, a powodem był brak odpowiednich dróg oraz obecność zbyt dużych obszarów polnych, które "nie odpowiadałyby godności kościoła". Po odrzuceniu propozycji, mieszkańcy domów leżących wokół pl. Czystego zaproponowali dodatkowe 10 tys. talarów tylko za to, by nowy kościół nie powstał w pobliżu ich posiadłości. W tej sytuację rozpatrzono i przyjęto drugą propozycję położenia świątyni tj. przy obecnej ulicy Borowskiej na tzw. Teichäaker (Polach Stawowych) 
Z powodu zmiany lokalizacji kościoła, Zimmermann dokonał kilku zmian w projekcie: głównie wieża kościoła została umieszczona w osi środkowej, a po obu jej stronach umieszczono dwie klatki schodowe z otwartym holem. W tympanonie nad wejściem projektant umieścił dekorację maswerkową, ambona została przeniesiona pod południowy filar łuku tęczowego. Kościół orientowany był głównym wejściem w stronę ulicy Borowskiej. 2 czerwca 1870 roku zmieniony projekt zatwierdzono, a 20 listopada 1871 roku położono kamień węgielny (opóźnienie spowodowane było wybuchem wojny prusko-francuskiej). Oficjalne otwarcie świątyni nastąpiło 19 października 1876 roku.   
Jak pisze Daria Pikulska forma stylistyczna, według której kościół Zbawiciela został wzniesiony "nawiązywała do czternastowiecznego gotyku, a bogata dekoracja szczytów do gotyku północnego". Wokół kościoła powstało założenie parkowe. 
W 1945 roku, świątynia według jednych źródeł, została całkowicie zniszczona według innych z wojennych walk kościół został poważnie zniszczony; ze względu bezpieczeństwa rozebrano w pierwszej kolejności wieżę a następnie pozostałe ruiny świątyni. W 1975 roku, w miejscu dawnego kościoła, wzniesiono nowy dworzec autobusowy wg projektu Wiesława Dobrowolskiego. Pod koniec lat 20. XXI wieku dworzec również rozebrano, a w jego miejsce zbudowano nowoczesny dom handlowy z podziemnym dworcem autobusowym.